# Строчок гигантский
Строчо́к гигантский (лат. Gyromitra gigas) — вид аскомицетов (сумчатых грибов) рода Строчок (Gyromitra), который часто путают со съедобными сморчками (Morchella spp.). В сыром виде все строчки смертельно ядовиты, хоть и есть мнение, что строчки гигантские менее ядовиты, чем остальные виды рода Строчков.
Распространено мнение, что строчки можно употреблять в пищу после кулинарной обработки, однако гиромитрин не разрушается полностью даже при длительном отваривании, поэтому во многих странах строчки относят к безусловно ядовитым грибам.

## Синонимы и классификация
В русских источниках известен также как строчок большой или строчок исполинский. Первоначально был классифицирован Юлиусом Винценцом фон Кромбхольцом как Helvella gigas в 1834 году, в 1878 году сменил название на существующее. В 1938 году японский миколог Санши Имаи описал как Neogyromitra gigas. В 1950 году — Maublancomyces gigas (Herter). В 1968 году — Discina gigas (Eckblad). В США известен как снежный сморчок (англ. snow morel), снежный ложный сморчок (англ. snow false morel), мозг телёнка (англ. calf brain) и бычий нос (англ. bull nose).

## Описание и распространение

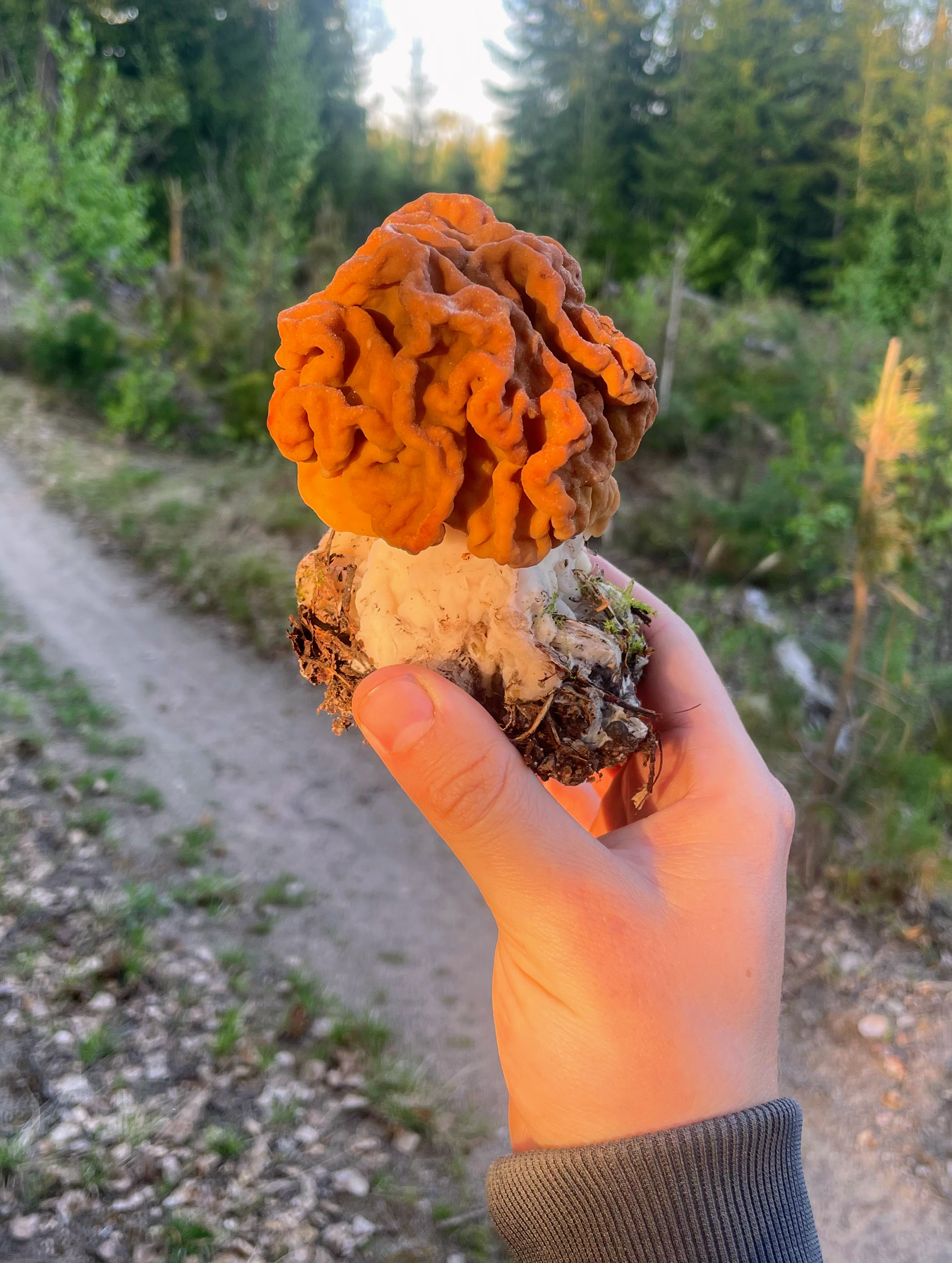
Плодовое тело

Плодовое тело строчка гигантского (Gyromitra gigas) похоже на головной мозг или грецкий орех. Шляпка в многочисленных извилинах, полая, неправильно-округлая, складчатая и разделена на множество долей, поверхность её на вид бархатистая, цвет желтоватый или желтовато-охряный. В диаметре шляпка обычно 8–30 см, края её соединены с ножкой. Ножка обычно неправильной формы, короткая, бороздчато-складчатая, часто погружена в почву, внутри — полая, беловатая, в длину 2–3 см, широкая, довольно часто полностью скрыта шляпкой. От строчка обыкновенного отличается большим размером шляпки, более светлым её цветом, строением спор и местом произрастания (тяготеет к берёзе). Так же как и сморчки, растёт весной, с конца апреля по конец мая — начало июня. Мякоть тонкая, ломкая, восковидная, с приятным грибным запахом. Споровый порошок светло-охряного цвета.
Встречается в лиственных и смешанных с берёзой лесах, часто возле лежащих на земле берёз или старых пней, на лесных опушках и других хорошо прогреваемых местах. Произрастает в Европе, а также в западной (в горных районах в хвойных лесах) и восточной (смешанные леса) частях Северной Америки. Иногда произрастает довольно большими группами.

## Токсичность и употребление в пищу
Во всех сырых строчках содержатся гиромитрины — сильные токсины, производные гидразина общей формулы R=N-N(CHO)CH3 (в старой литературе в качестве ядовитого вещества строчков называли гельвелловую кислоту, однако она оказалась нетоксичной), обладающие гемолитическим действием, а также разрушающие центральную нервную систему, печень и желудочно-кишечный тракт. Поэтому употребление в пищу жареных неотваренных строчков, а также бульонов из них, может приводить к серьёзным отравлениям, часто со смертельным исходом.
Гиромитрины в организме метаболизируются с отщеплением формильной группы и альдегида, образуя токсичный метилгидразин, ответственный за их токсичное действие. Такое расщепление гиромитринов может быть проведено и при обработке грибов; на этом основаны два способа детоксикации строчков — вываривание в течение 15—30 мин с последующим сливом отвара и промыванием грибов в проточной воде (некоторые авторы рекомендуют двукратное отваривание), а также сушка строчков на открытом воздухе. В первом случае метилгидразин переходит в отвар, во втором — испаряется. После отваривания или сушки строчки во многих странах, в том числе и в России, употребляются для приготовления грибных блюд. Однако вываривание не экстрагирует гиромитрины полностью, единственным надёжным способом удалить их из грибов является длительная сушка при повышенной температуре или (в течение 6 месяцев) на свежем воздухе.
Тем не менее, при употреблении строчков (и сморчков) в пищу необходимо соблюдать осторожность. Во-первых, даже те количества гиромитринов, которые остаются в грибах после отваривания или сушки и не вызывают клинической картины отравления, могут быть канцерогенны. Во-вторых, некоторые люди (особенно дети) могут обладать повышенной чувствительностью к гиромитринам, так что даже небольшие количества этого яда будут опасны для них. Высказывалось предположение о существовании особых штаммов строчков с повышенным содержанием гиромитринов, против которого вываривание неэффективно.
Что касается сморчков, то, несмотря на отсутствие достоверных данных об их токсичности (в отличие от токсичности сырых строчков), предварительная кулинарная обработка (отваривание или сушка) рекомендуется и для этих грибов, так как в России грибники часто путают строчки со сморчками, собирают эти грибы в одну и ту же тару (в то время как гиромитрины летучи) и продают на рынке строчки под видом «сморчков». В связи с этим, как и строчок, сморчок также рассматривается санитарными врачами в России как «условно-съедобный гриб».
Перед употреблением рекомендуется замачивать в холодной воде, так как между складками зачастую кроме лесного мусора скрываются насекомые и даже дождевые черви.